# Passo da Colombière
O passo da Colombière é um colo de montanha que culmina à altitude de 1613 m, liga os vales do Grand-Bornand e do Reposoir, e está situado entre o maciço des Bornes a nor-noroeste e a cordilheira des Aravis a sul-sudeste.

## Volta à França
Devido às suas características, é um colo de primeira classe desde 1978, e um clássico do Tour de France: entre 1960 e 2010 já tinha sido usado 20 vezes 